# Babamunida
Babamunida is een geslacht van kreeftachtigen uit de klasse van de Malacostraca (hogere kreeftachtigen).

## Soorten
- Babamunida brucei (Baba, 1974)
- Babamunida callista (Macpherson, 1994)
- Babamunida debrae Baba, 2011
- Babamunida hystrix (Macpherson & de Saint Laurent, 1991)
- Babamunida javieri (Macpherson, 1994)
- Babamunida kanaloa Schnabel, Martin & Moffitt, 2009
- Babamunida plexaura (Macpherson & de Saint Laurent, 1991)